# Tim Foster
Timothy James James Foster, detto Tim (Bedford, 19 gennaio 1970), è un ex canottiere britannico.
Ha vinto due medaglie olimpiche nel canottaggio: una medaglia d'oro alle Olimpiadi 2000 svoltesi a Sydney nel quattro senza e una medaglia di bronzo ad Atlanta 1996, anche in questo caso nella gara di quattro senza.
Ha partecipato anche alle Olimpiadi 1992.
A livello di campionati del mondo ha vinto, in diverse specialità, due medaglie d'oro (1997 e 1998), due medaglie d'argento (1995 e 1999) e tre medaglie di bronzo (1989, 1991 e 1994).